# World Horse Welfare

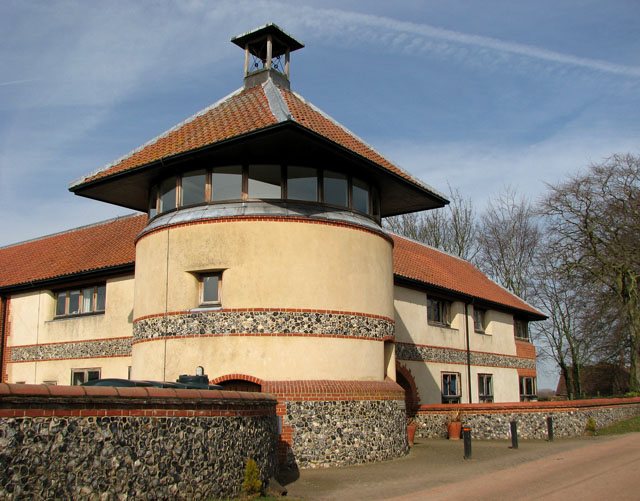
Siège du World Horse Welfare

World Horse Welfare est une œuvre de charité britannique, autrefois nommée International League for the Protection of Horses. La princesse royale Anne en est à la tête.

## Histoire
World Horse Welfare a été fondé en 1927, dans le cadre d'une campagne contre l'exportation de chevaux britanniques vivants vers l'abattoir. Sa fondatrice, Ada Cole, est passée à l'action après avoir été témoin d'une procession du déchargement d'un groupe de chevaux de travail britanniques fouetté pendant quatre miles jusqu'à un abattoir en Belgique.